# Robert Křesťan a Druhá tráva
Robert Křesťan a Druhá tráva (1991) je první album Roberta Křesťana a Druhé trávy. Natočili ho krátce po založení skupiny Robertem Křesťanem a Lubošem Malinou po jejich odchodu od Poutníků. Album obsahuje deset skladeb, z nichž sedm je autorských písniček Roberta Křesťana, jedna je Křesťanovým překladem písně Boba Dylana (Ještě jedno kafe) a dvě skladby jsou instrumentální (Zátiší s buvoly Luboše Novotného a V nevysokých horách Luboše Maliny).
Některé písně z tohoto alba Druhá tráva nahrála o rok později na anglicky zpívané album Revival: One More Cup Of Coffee s původním Dylanovým textem, Come Back (Vrať se) s Křesťanovým překladem svého vlastního textu do angličtiny a Spanish Sky (Španělský nebe), kde Křesťanovi s anglickou verzí pomáhal Randy Bowley.

## Písničky
1. Zášť
2. Španělský nebe
3. Ještě jedno kafe (One More Cup Of Coffee)
4. Vrať se
5. Zátiší s buvoly
6. Smuteční marše
7. Praha bolestivosti
8. V nevysokých horách
9. Než zazvoní hrana
10. Letní romance

## Obsazení
- Robert Křesťan – zpěv, doprovodná kytara
- Luboš Malina – banjo, saxofon, zpěv
- Luboš Novotný – dobro, lap steel
- Pavel Malina – akustická a elektrická kytara
- Jiří Meisner – baskytara, zpěv

## Ocenění
- Cena hudební akademie v kategorii Sdružené nedůležité žánry

## Reedice
V květnu 2009 vydal Supraphon reedici alba doplněnou o pět bonusových písní.
11. Karlův řemen (Luboš Malina)

12. One More Night (Bob Dylan)

13. Pavouk dlouhá noha (Luboš Novotný)

14. Napsal jsem jméno svý na zdi (Robert Křesťan)

15. Zášť (alternativní verze)